# The Elder Scrolls
The Elder Scrolls é uma série de videojogos do gênero role-playing de ação em mundo aberto, produzidos principalmente pelos estúdios Bethesda Game Studios e publicados pela Bethesda Softworks, originada e lançada exclusivamente para PC - The Elder Scrolls rapidamente conquistou a todos pelas qualidades e inovações apresentadas nos computadores da época. Excluindo as expansões, a série principal tem atualmente um total de cinco títulos: Arena, II: Daggerfall, III: Morrowind, IV: Oblivion e V: Skyrim. O título mais recente, The Elder Scrolls Online é um massively multiplayer online role-playing (MMORPG) e foi produzido pela ZeniMax Online Studios.
A série é muito conhecida por ter uma jogabilidade versátil, dando muita liberdade ao jogador, e pelos seus mundos fictícios ricamente detalhados. Morrowind, Oblivion e Skyrim ganharam vários prémios de Jogo do Ano, atribuídos por múltiplas publicações da especialidade. Já foram vendidas mundialmente mais de 40 milhões de cópias de jogos The Elder Scrolls.

## Jogos
| 1994      | I: Arena                |
| 1995      |                         |
| 1996      | II: Daggerfall          |
| 1997      | Battlespire             |
| 1998      | Adventures: Redguard    |
| 1999–2001 |                         |
| 2002      | III: Morrowind          |
| 2002      | III: Tribunal           |
| 2003      | III: Bloodmoon          |
| 2003      | Travels: Stormhold      |
| 2004      | Travels: Dawnstar       |
| 2004      | Travels: Shadowkey      |
| 2005      |                         |
| 2006      | IV: Oblivion            |
| 2006      | Travels: Oblivion       |
| 2006      | IV: Knights of the Nine |
| 2007      | IV: Shivering Isles     |
| 2008–2010 |                         |
| 2011      | V: Skyrim               |
| 2012      | V: Dawnguard            |
| 2012      | V: Hearthfire           |
| 2012      | V: Dragonborn           |
| 2013      |                         |
| 2014      | Online                  |
| 2015      |                         |
| 2016      | V: Special Edition      |
| 2017      | Legends                 |
| 2017      | V VR                    |
| 2017      | Online Morrowind        |
| 2018      | Online Summerset        |
| 2019      | Online Elsweyr          |
| 2020      | Blades                  |
| 2020      | Online Greymoor         |
| 2021      | Online Blackwood        |
| 2021      | V Anniversary           |
| 2022      | Online High Isle        |
| 2023      | Online Necrom           |
| 2024      | Online Gold Road        |
| 2024      | Castles                 |
| 2025      | IV: Oblivion Remastered |
| ASA       | VI                      |